# Emirat del Mikhlaf
Emirat del Mikhlaf és el nom d'un estat que va existir entre el segle xiii i 1801 a la regió de Mikhlaf, que fou coneguda com a Asir a partir del segle xix (per això anacrònicament se l'anomenà alguna vegada emirat d'Asir o de l'Asir). Igual que els governants de la Meca (els xerifs haiximites de l'Hedjaz) el seu nom seria "xerifs khayràtides del Mikhlaf"
La regió del Mikhlaf fou governada per diverses branques de la dinastia sulaymànida sota la nominal autoritat de la branca degana, fins que fou substituïda al segle xvi per la dinastia anomenada de xerifs khayràtides, descendents de la família de Katada de la Meca. La dinastia khayratida va tenir residència a Abu Arish, prop de Djayzan.
Els Khayràtides foren nominals vassalls otomans (segles XVI-XVII), zaydites (segles XVII-XVIII) i altre cop otomans (segles XVIII-XIX), i van governar tot el Mikhlaf, fins al segle xix, i després encara una part, però llavors la regió va començar a ser coneguda com a Asir.
El 1728 va pujar al tron Ahmad ibn Muhammad ibn Khayrat que va morir el 1762; a la seva mort el va succeir Muhammad ibn Ahmad (1762-1801). A partir de 1801 una part dels Mikhlaf fou dominada pels Rufayda, seguidors dels wahhabisme i la regió fou anomenada Asir al-Sarat (Alt Asir), mentre la resta del Mikhlaf (el Baix Asir) romania en poder dels khayratides d'Abu Arish.